# Текапо (озеро)
Текапо (англ. Lake Tekapo) — озеро на острове Южный в Новой Зеландии. Находится на территории региона Кентербери. Площадь водосборного бассейна — 1463 км².
Является вторым по площади из трёх параллельно расположенных друг к другу высокогорных озёр (другие — Пукаки и Охау), тянущихся с севера на юг вдоль котлована Маккензи. Текапо имеет ледниковое происхождение. Из-за того, что озеро преимущественно пополняется талыми водами ледников, вода в ней имеет отчётливо голубой оттенок. Площадь озера составляет 87 км², а высота над уровнем моря — около 700 м. Максимальная ширина Текапо достигает 6 км (средняя — 3,5 км), а максимальная длина — 27 км. В северной части в Текапо впадают реки Годли и Маколи, в западной — реки Мистейк и Касс.
Озеро обладает большим гидроэнергетическим потенциалом. В 1951 году в месте, откуда из Текапо вытекает одноимённая река, была построена гидроэлектростанция «Текапо А».

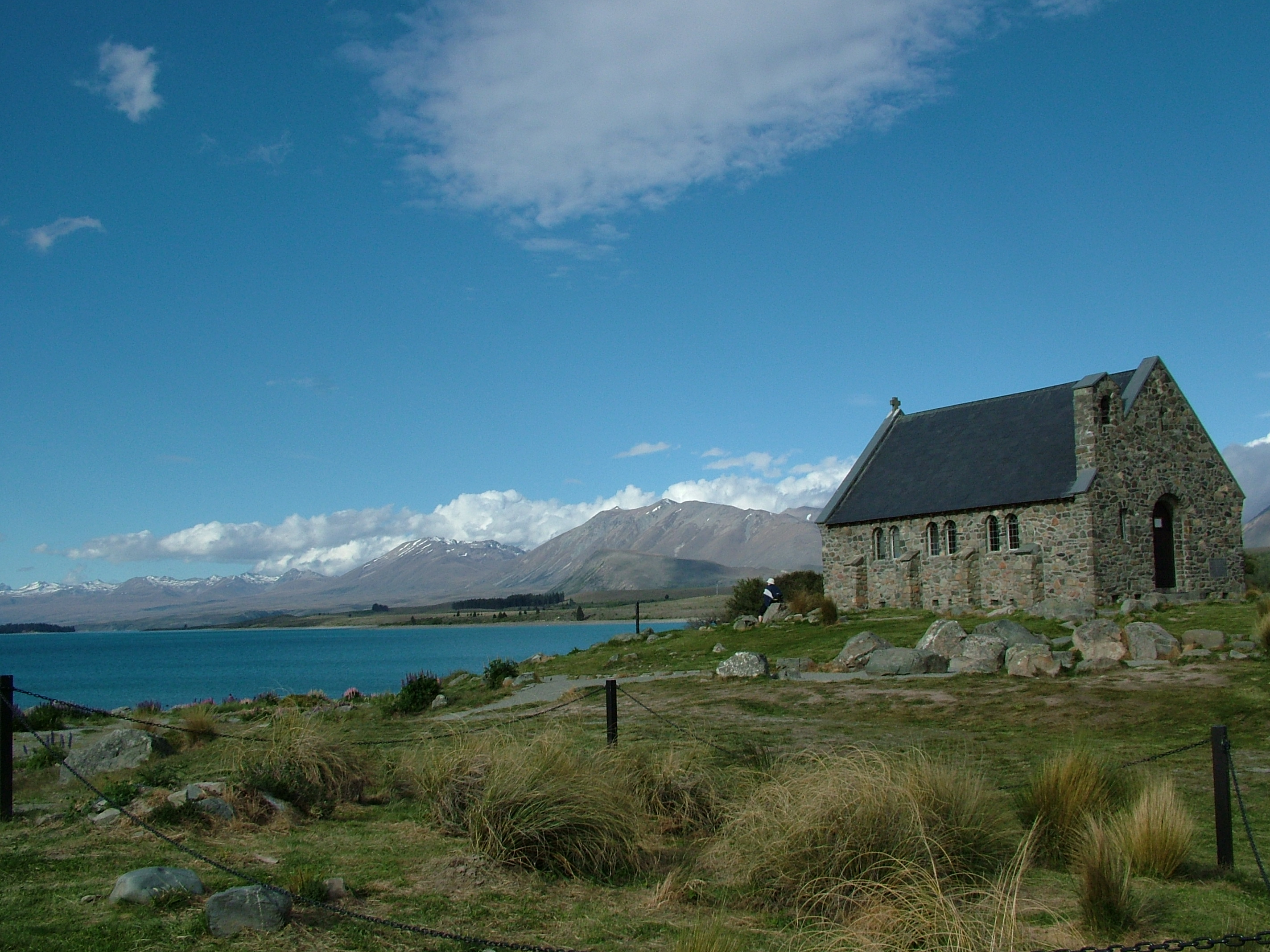
Вид на Церковь Доброго Пастыря и озеро.

Текапо является популярным местом отдыха среди туристов. В небольшом городке Лейк-Текапо, расположенном на южной оконечности озера, находится несколько курортных гостиниц. Южное побережье озера также является частью регионального парка Лейк-Текапо. Кроме того, озеро Текапо известно своей Церковью Доброго Пастыря (англ. Church of the Good Shepherd), построенной в 1935 году и считающейся одним из самых фотографируемых сооружений Новой Зеландии. В 2002 году она была внесена в список исторического наследия Новой Зеландии.
Считается, что название озера имеет маорийское происхождение, при этом его правильная форма — Такапо, а не Текапо. В переводе с языка маори «така» означает «циновка для сна», а «по» — «ночь».